# 발라폰
발라폰은 박이 소리를 울려퍼지게 만드는 실로폰과 같은 타악기다.
현재 기니에서 말리에 이르기까지 서아프리카 전역에서 발견된다. 일반적인 이름인 발라폰(balafon)은 만딩카(Mandinka) 이름인  bala와 '말하다(to speak)'라는 단어 또는 그리스어 어근 포노(phono)를 결합한 유럽식 조어일 가능성이 높다.

## 같이 보기
- 마림바

1. ↑  Gourlay, K.A.; Durán, Lucy (2001). “Balo”. 《Grove Music》. doi:10.1093/gmo/9781561592630.article.01914. ISBN 978-1-56159-263-0. 2019년 7월 12일에 확인함.